# Hrvoje Vučić
Hrvoje Vučić (Spalato, 23 febbraio 1991) è un cestista croato, professionista in Europa.

## Carriera
Dopo quattro anni di college passati tra Valparaiso University e Walsh University (13,68 punti e 6,18 rimbalzi a partita), inizia la sua carriera professionistica in patria firmando per il KK Zagreb. Inizia la stagione successiva in Romania, firmando il 23 agosto 2015 con la Dinamo Bucarest, ma già a gennaio torna in Croazia con il KK Zabok. La stagione successiva è tra le file del KK Alkar, dove gioca a 16,23 punti a partita, tirando con il 52,7% da due e con il 35,9% da tre. Il 9 luglio 2017 firma per la neopromossa in Serie A2 Cuore Napoli Basketball. Dopo sole 5 partite in maglia azzurra viene tagliato e il 30 novembre trova un nuovo accordo con i belgi dei Kangoeroes Basket Willebroek. La stagione successiva torna in Croazia, dove firma un biennale nuovamente con l'Alkar.